# Niederwalluf

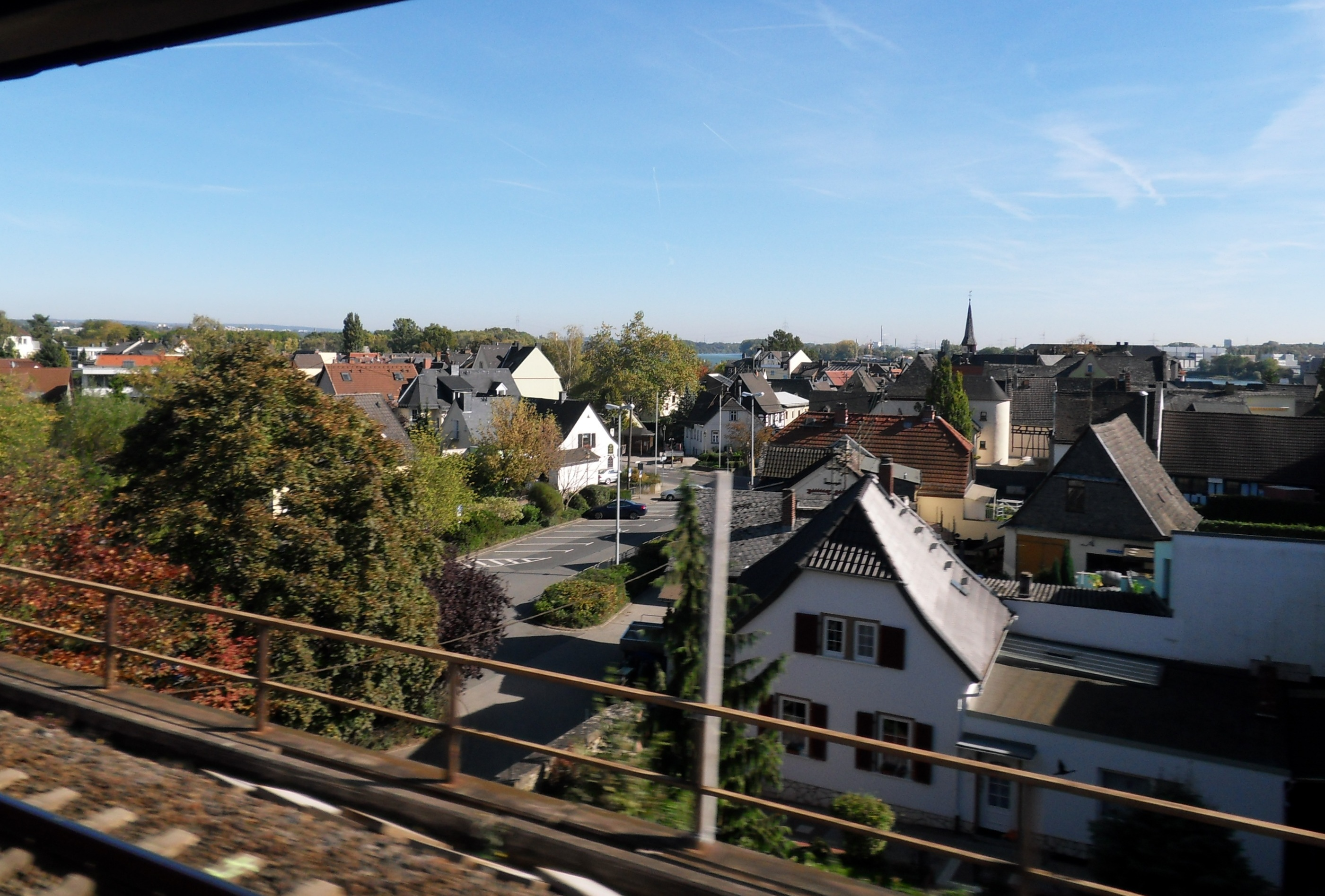
Blick vom Eisenbahnviadukt auf Niederwalluf

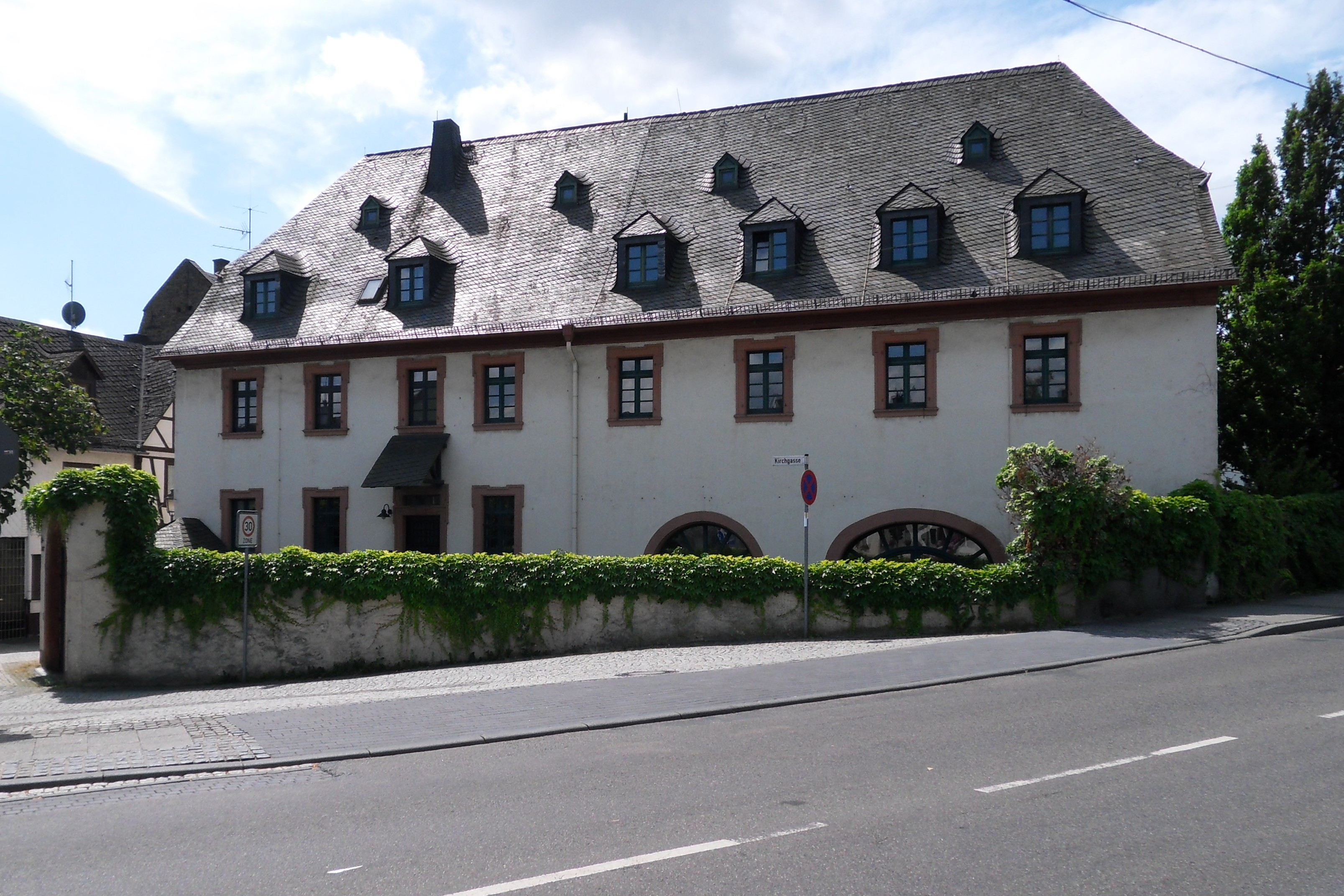
Der katholische Pfarrhof als Blickfang an der Ortsdurchfahrt in Niederwalluf

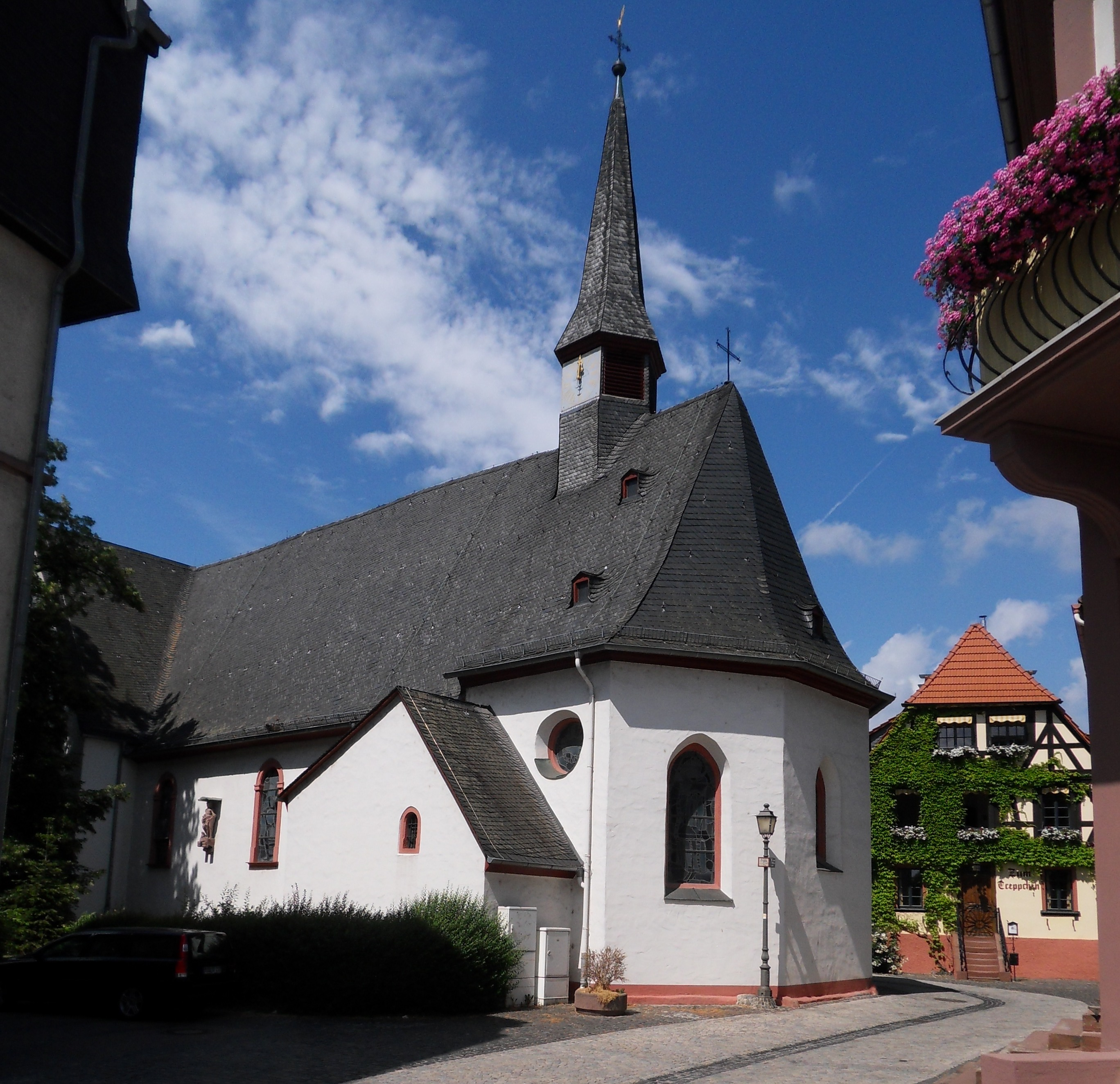
Katholische Kirche St. Johannes der Täufer in Niederwalluf

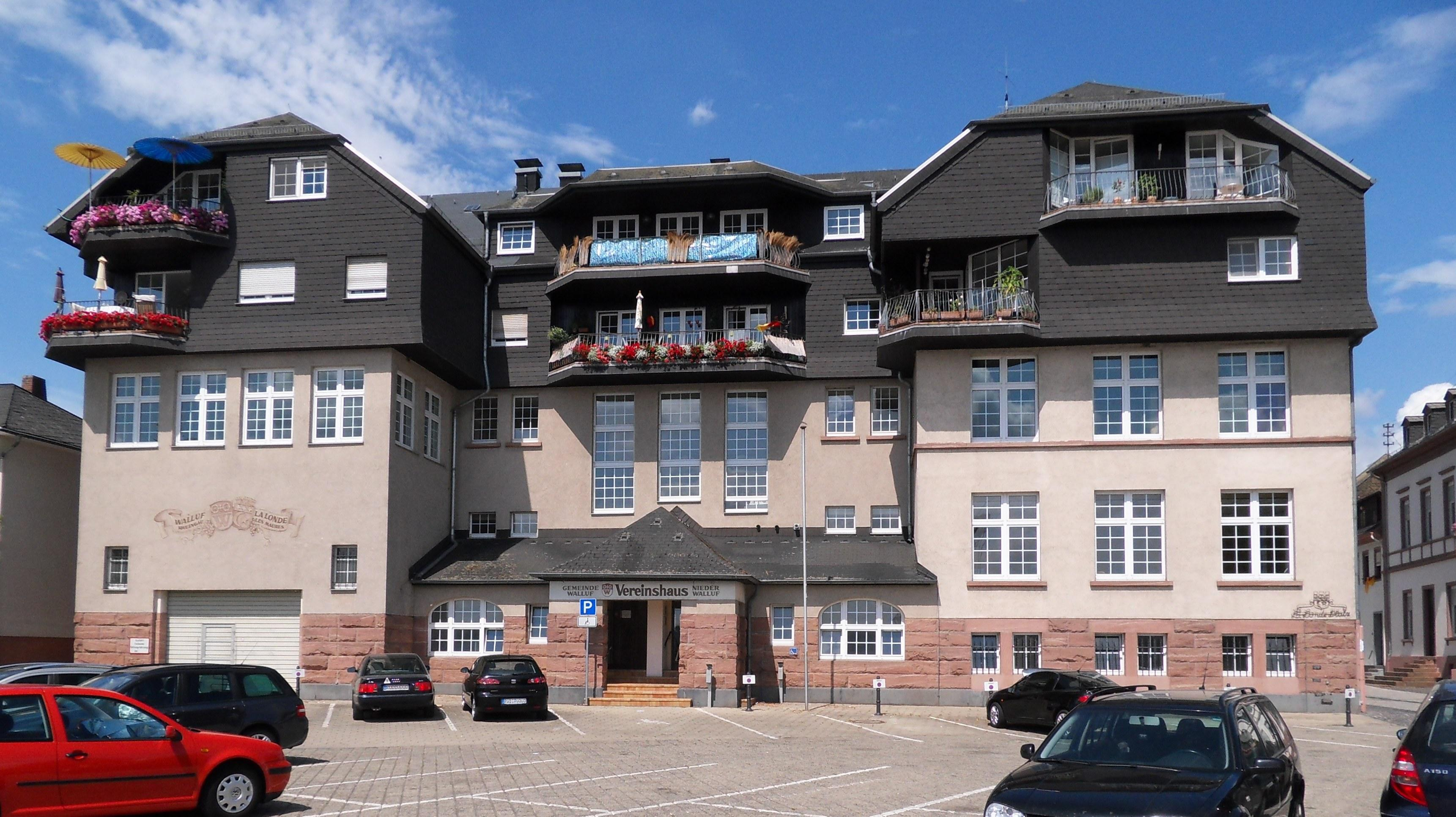
Altes Rathaus, jetzt Vereinshaus, am Rheinufer in Niederwalluf, dem La-Londe-Platz

Niederwalluf ist Ortsteil der Gemeinde Walluf im Rheingau-Taunus-Kreis in Hessen.

## Geographische Lage
Der Ortskern von Niederwalluf liegt westlich der Walluf am Rheinufer, hat sich aber weit auf die Ostseite ausgedehnt. Östlich des Bachs bis in die Nähe der Ortslage von Wiesbaden-Frauenstein erstreckt sich auch der Hauptteil der Niederwallufer Gemarkung mit den Weinbergen und dem Gemeindewald. Westlich der Walluf liegt nur ein kleiner Zipfel von weniger als 20 Hektar, der hauptsächlich vom Ortskern eingenommen wird. Östlich von Walluf liegt Wiesbaden-Schierstein mit dem Schiersteiner Hafen, dazwischen das Naturschutzgebiet Niederwallufer Bucht und das Wasserwerk Schierstein.

## Geschichte
Bei der ältesten erhalten gebliebenen urkundlichen Erwähnung als Waltaffa aus dem Jahr 770 im Lorscher Codex ist nicht zu klären, ob Nieder- oder Oberwalluf gemeint ist. Von Nidenwaldoff ist seit dem Jahr 1304 die Rede. Ursprünglich war der Ort östlich der Walluf rings um die heutige Ruinen der Johanniskirche und der Turmburg angesiedelt, scheint aber schon im 12. Jahrhundert, ähnlich wie Martinsthal, in den Schutz des Rheingauer Gebücks auf die westliche Seite verlegt worden zu sein. Damit war Niederwalluf Teil des kurmainzischen Rheingaus. nach Auflösung des Kurstaates ging der Ort 1803 an Nassau-Usingen und gehörte zur Zeit des Herzogtums Nassau zum Amt Eltville, danach zum Rheingaukreis. 
Im Zuge der Gebietsreform in Hessen fusionierten zum 1. Oktober 1971 die beiden Gemeinden Niederwalluf und Oberwalluf zur neuen Gemeinde Walluf. Ortsbezirke nach der Hessischen Gemeindeordnung wurden nicht errichtet.

### Einwohnerentwicklung
| • 1525: | 140 Herdstellen            |
| • 1700: | 50 Bürger und 13 Beisassen |

| Niederwalluf: Einwohnerzahlen von 1820 bis 1970 | Niederwalluf: Einwohnerzahlen von 1820 bis 1970 | Niederwalluf: Einwohnerzahlen von 1820 bis 1970 | Niederwalluf: Einwohnerzahlen von 1820 bis 1970 | Niederwalluf: Einwohnerzahlen von 1820 bis 1970 |
| --- | ----------------------------------------------- | ----------------------------------------------- | ----------------------------------------------- | ----------------------------------------------- |
| Jahr |                                                 |                                                 |                                                 | Einwohner                                       |
| 1820 | 1820                                            |                                                 | 717                                             | 717                                             |
| 1834 | 1834                                            |                                                 | 945                                             | 945                                             |
| 1840 | 1840                                            |                                                 | 943                                             | 943                                             |
| 1846 | 1846                                            |                                                 | 985                                             | 985                                             |
| 1852 | 1852                                            |                                                 | 1.017                                           | 1.017                                           |
| 1858 | 1858                                            |                                                 | 1.045                                           | 1.045                                           |
| 1864 | 1864                                            |                                                 | 1.099                                           | 1.099                                           |
| 1871 | 1871                                            |                                                 | 1.103                                           | 1.103                                           |
| 1875 | 1875                                            |                                                 | 1.113                                           | 1.113                                           |
| 1885 | 1885                                            |                                                 | 1.135                                           | 1.135                                           |
| 1895 | 1895                                            |                                                 | 1.107                                           | 1.107                                           |
| 1905 | 1905                                            |                                                 | 1.358                                           | 1.358                                           |
| 1910 | 1910                                            |                                                 | 1.510                                           | 1.510                                           |
| 1925 | 1925                                            |                                                 | 1.579                                           | 1.579                                           |
| 1939 | 1939                                            |                                                 | 1.601                                           | 1.601                                           |
| 1946 | 1946                                            |                                                 | 2.288                                           | 2.288                                           |
| 1950 | 1950                                            |                                                 | 2.464                                           | 2.464                                           |
| 1956 | 1956                                            |                                                 | 2.542                                           | 2.542                                           |
| 1961 | 1961                                            |                                                 | 2.503                                           | 2.503                                           |
| 1967 | 1967                                            |                                                 | 3.267                                           | 3.267                                           |
| 1970 | 1970                                            |                                                 | 3.471                                           | 3.471                                           |
| Datenquelle: Historisches Gemeindeverzeichnis für Hessen: Die Bevölkerung der Gemeinden 1834 bis 1967. Wiesbaden: Hessisches Statistisches Landesamt, 1968. Weitere Quellen: LAGIS |                                                 |                                                 |                                                 |                                                 |

### Religionszugehörigkeit
| • 1885: | 134 evangelische (= 11,81 %), 999 katholische (= 88,02 %), zwei anderes christliche-konfessionelle (= 0,18 %) Einwohner |
| • 1961: | 863 evangelische (= 34,48 %), 1543 katholische (= 61,65 %) Einwohner                                                    |

## Verkehr
Oberhalb des Ortes führt, als vierstreifige Umgehungsstraße ausgebaut, die Bundesstraße 42 durch die Gemarkung mit einer Abzweigung für die Bundesstraße 260. An dieser Abzweigung besteht eine Zufahrt vom Bundesfernstraßennetz nach Niederwalluf. Die Zufahrtsstraße unterquert in südöstlicher Richtung die Rechte Rheinstrecke und mündet am östlichen Ortsrand in die Kreisstraße K 648, die von Wiesbaden-Schierstein im Osten nach Eltville am Rhein im Westen durch den Ortskern führt. Innerörtlich gibt es im Walluftal die Mühlstraße als Verbindungsstraße nach Oberwalluf. Über den  Rhein quert eine Fahrrad- und Personenfähre nach Budenheim. Am Rheinufer führt ein Leinpfad, der bei Spaziergängern und Fahrradfahrern beliebt ist, nach Eltville, nach Osten ein ebenso beliebter Weg entlang des Naturschutzgebiets Niederwallufer Bucht über den Schutzdeich des Wasserwerkes Schierstein mit seiner Storchenkolonie zum Schiersteiner Hafen.
Der Bahnhof Niederwalluf ist ein Haltepunkt für den Regionalbahnverkehr an der rechten Rheinstrecke zwischen Wiesbaden Hauptbahnhof und Koblenz Hauptbahnhof. Bis Ende 1930 trug der Bahnhof die Bezeichnung Nieder Walluf.

## Tourismus
Niederwalluf ist Startpunkt des im Jahr 2000 durch den Zweckverband Naturpark Rhein-Taunus eingerichteten Rheingauer Gebück-Wanderweges. Der ungefähr dem Verlauf des Rheingauer Gebückes folgende Wanderweg führt an den wenigen verbliebenen Zeugnissen des Gebücks vorüber und erläutert an insgesamt 21 Stationen historische Einzelheiten. 

## Persönlichkeiten
- Joseph Schipfer (1761–1843 Niederwalluf), Gutsbesitzer, Mitglied der Ersten Kammer der Landstände des Herzogtums Nassau und Plansprachenautor.

### Söhne und Töchter
- Joseph Hieronymus Karl Kolborn (1744–1816), Weihbischof in Aschaffenburg
- Werner Simon (* 1950), römisch-katholischer Theologe und Hochschullehrer